# Jabučje (Lajkovac)
Jabučje (Lajkovac) (em cirílico: Јабучје) é uma vila da Sérvia localizada no município de Lajkovac, pertencente ao distrito de Kolubara. A sua população era de 2955 habitantes segundo o censo de 2011.

## Demografia
| 1948  | 1953  | 1961  | 1971  | 1981  | 1991  | 2002  | 2011  |
| ----- | ----- | ----- | ----- | ----- | ----- | ----- | ----- |
| 3 827 | 3 921 | 3 875 | 3 603 | 3 371 | 3 284 | 3 250 | 2 955 |